# Grijskeeldiksnavelmees
De grijskeeldiksnavelmees (Suthora alphonsiana; synoniem: Sinosuthora alphonsiana, Paradoxornis alphonsianus) is een zangvogel uit de familie Paradoxornithidae (diksnavelmezen). Deze vogel is genoemd naar de Franse natuuronderzoeker Alphonse Milne-Edwards.

## Verspreiding en leefgebied
Deze soort komt voor in China en Vietnam en telt vier ondersoorten:
- S. a. alphonsiana: Midden-Sichuan (centraal China).
- S. a. ganluoensis: Ganluo (het zuidelijke deel van Midden-Sichuan in centraal China).
- S. a. stresemanni: het zuidelijke deel van Centraal-China.
- S. a. yunnanensis: zuidelijk China en noordelijk Vietnam.

## Status
De grootte van de populatie is niet gekwantificeerd maar de soort wordt omschreven als vrij algemeen. Op de Rode lijst van de IUCN heeft deze soort de status niet bedreigd.